# Modestine Munga Zalia
Modestine Munga Zalia est une boxeuse congolaise (RDC) née le 7 juillet 1996.

## Carrière
Sa carrière de boxeuse amateure est marquée par une médaille de bronze remportée dans la catégorie des moins de 57 kg aux championnats d'Afrique de Brazzaville en 2017. Aux Jeux africains de Rabat en 2019, elle remporte également la médaille de bronze dans la catégorie des moins de 51 kg,.
En décembre 2019, elle intègre MMA Academy Wankan d'où elle commence avec la discipline de MMA.